# بلال النجارين
بلال محمد سعدي شيخ النجارين (8 فبراير 1981) هو لاعب كرة قدم لبناني سابق لعب في قلب الدفاع، مثّل لبنان دوليًا بين عامي 2004 و 2015.

## إحصائيات

### دولي
| # | تاريخ         | مكان                          | الخصم | نتيجة | الحصيلة | مسابقة | مصدر  |
| - | ------------- | ----------------------------- | ----- | ----- | ------- | ------ | ----- |
| 1 | 9 سبتمبر 2013 | ملعب جاسم بن حمد، الدوحة، قطر | قطر   | 0-1   | 1–1     | ودية   | [ 1 ] |

## الإنجازات
النجمة
- الدوري اللبناني الممتاز: 2001–02، 2003–04، 2004–05، 2008–09
- كأس لبنان : 2015–16؛ الوصيف: 2002–03، 2003–04، 2011–12
- كأس النخبة اللبناني: 2001، 2002، 2003، 2004، 2005، 2016
- كأس السوبر اللبناني: 2002، 2004، 2009، 2016
- وصيف كأس الاتحاد الآسيوي: 2005

تشرشل براذرز
- الدوري الهندي: 2012-13

فردي
- أفضل لاعب في الدوري اللبناني الممتاز: 2011-12.[2]
- فريق الموسم في الدوري اللبناني الممتاز: 2008-09،[3] 2009-10،[4] 2011-12.[5]

## روابط خارجية
- بلال النجارين على موقع ناشيونال فوتبول تيمز (الإنجليزية)
- بلال النجارين على موقع Soccerway.com (الإنجليزية)
- بلال النجارين على موقع GSA (الإنجليزية)